# Protmesibasis devexa
Protmesibasis devexa är en insektsart som beskrevs av Bo Tjeder 1992. Protmesibasis devexa ingår i släktet Protmesibasis och familjen fjärilsländor. Inga underarter finns listade i Catalogue of Life.